# The Fox and the Crow
The Fox and the Crow sont un couple de personnages de dessins animés, un renard et un corbeau anthropomorphes, créés par Frank Tashlin en 1941 pour le studio d'animation Screen Gems. La série a été produite jusqu'en 1949. Trois courts-métrages ont également été réalisés par John Hubley pour United Productions of America en 1948-1950. The Fox and the Crow ont également paru en bandes dessinées des années 1940 aux années 1960.
Par opposition à la fable de La Fontaine (et d'Esope), le corbeau est un personnage retors et opportuniste et le renard naïf et souvent dupé par lui.

## En France
Dans les années 1960, les aventures des deux personnages, portant le nom de Fox et Croa, paraissaient en bande dessinée noir et blanc dans la revue Foxie éditée en petit format par Artima. Le corbeau s'y présente parfois comme Croa de La Fontaine et le renard comme Foxie Fauntleroy. La RTF, puis l'ORTF, ne diffusaient pas les dessins animés correspondants, préférant ceux de Hanna et Barbera (Roquet belles oreilles, Yogi l'ours, Pixie et Dixie et Mr. Jinks, Les Pierrafeu).
Des épisodes de la série ont été diffusés régulièrement en France (du moins de 2005 à 2009) dans l'émission de télévision Ça Cartoon, rediffusant les plus grands courts-métrages d'animations du XXe siècle.

## Note
Certains spectateurs pensaient que cette série était un spin-off de Heckle et Jeckle vu la ressemblance entre le corbeau de Fox and Crow et les deux corbeaux de l'autre série.